# Miss USA 1997
Miss USA 1997, el 46.º del certamen de Miss USA, fue celebrado en Shreveport, Luisiana en enero y febrero de 1997. Las delegadas llegaron a la ciudad del 19 de enero, y la preliminar fue hecha el 2 de febrero de 1997 y la competencia final fue celebrada el 5 de febrero de 1997. El evento, hecho en Hirsch Memorial Coliseum fue emitido en vivo por CBS.  
En la conclusión de la competencia final, Brook Mahealani Lee de Hawái fue coronada por la Miss USA saliente Ali Landry de Luisiana. Brook se convirtió en la cuarta hawaiana en ganar el título de Miss USA, la primera y única en ganar el título de Miss USA de Hawái en ganar el certamen de Miss Universo y la séptima Miss USA en ser coronada como Miss Universo. Después de ser coronada como Miss Universo 1997, Brook dio su corona de Miss USA a su primera finalista, Miss Idaho USA 1997 y Miss Teen USA 1989: Brandi Sherwood de Idaho, y se convirtió en Miss USA.
El certamen fue celebrado por primera vez en Shreveport, Luisiana, celebrado en los últimos tres años en South Padre Island, Texas y anteriormente en Wichita, Kansas.  La nueva sede fue anunciada en agosto de 1996, y la portadora del título de Miss USA, nacida en Luisiana Ali Landry, fue invitada para estar presente en el contrato para firmar la sede.
El certamen fue conducido por primera y última vez por George Hamilton, y Marla Maples, esposa del dueño del certamen, Donald Trump, fue la comentarista por segunda vez en la final. Randy Newman fue el que proveyó un espectáculo a la audiencia durante la competencia final.  
Justo antes del evento, se anunció que CBS había firmado un contrato con Trump, convirtiéndose en dueños de a mitad del certamen de Miss USA y asociados con los certámenes de Miss Teen USA y Miss Universo.
Mientras las delegadas estaban en Luisiana, más de sesenta empresas patrocinadoras proporcionaron fondos para eventos, como cenas, recepciones y fiestas de cócteles, y hubo más de 300 voluntarios. Las delegadas estuvieron ensayando por alrededor de treinta y cinco horas antes de las competencias de las preliminares y el show final.
Esta vez fue la primera vez en la que se les permitió a las delegadas usar trajes de baño de una pieza o de dos piezas durante las preliminares y la noche final. En los años anteriores, se les permitió a las delegadas usar un traje de baño de un solo estilo.

## Resultados

### Clasificaciones
| Resultado final | Candidata |
| --------------- | --- |
| Miss USA 1997   | - Hawaii - Brook Lee |

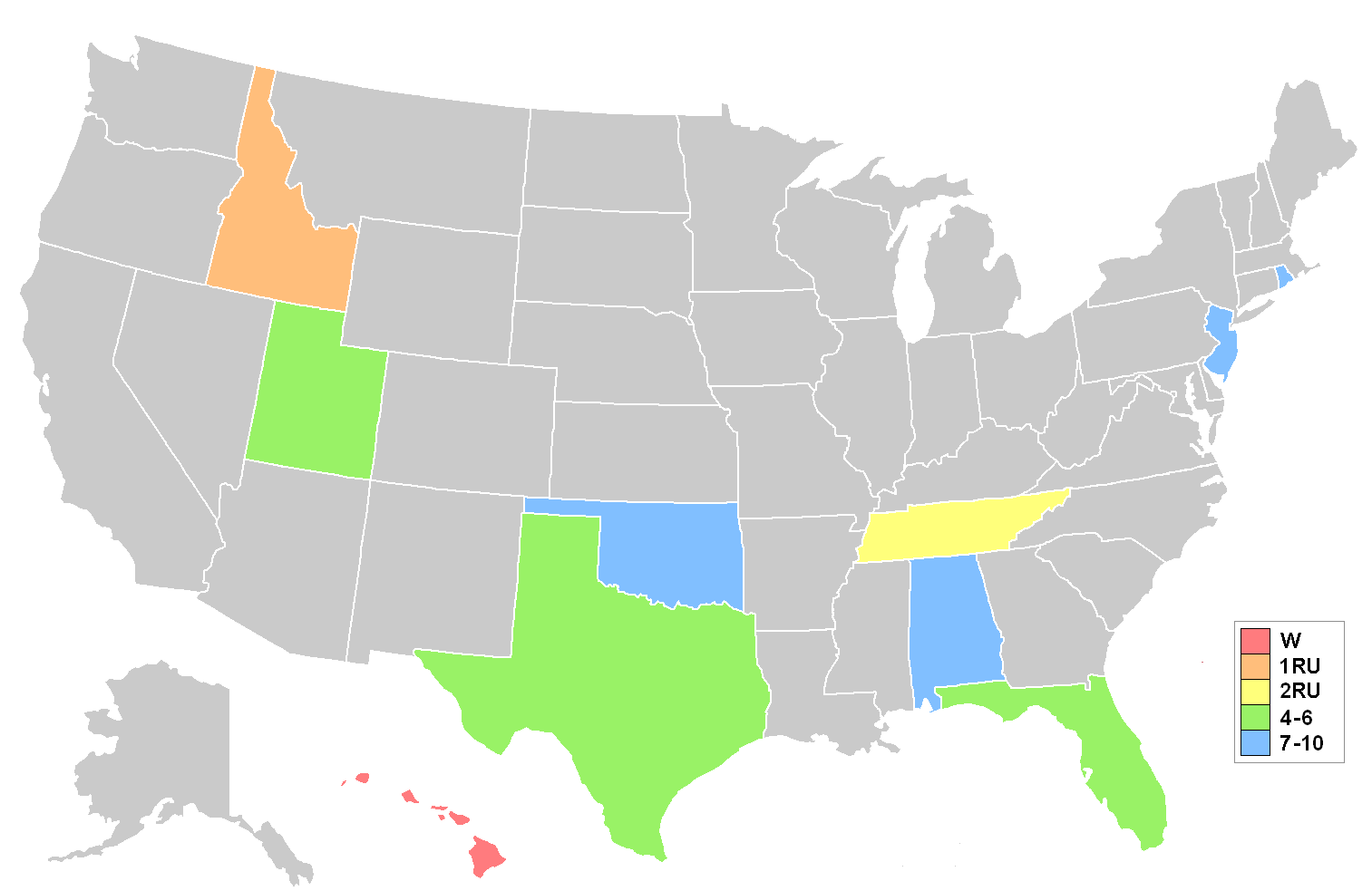
Mapa de clasificaciones por estado.

| 1.ª finalista   | - Idaho - Brandi Sherwood ∞                                                                                             |
| 2.ª finalista   | - Tennessee - Towanna Stone                                                                                             |
| Top 6           | - Florida - Angela Savage - Texas - Amanda Little - Utah - Temple Taggart                                               |
| Top 10          | - Rhode Island - Claudia Jordan - Alabama - Autuum Smith - Nueva Jersey - Jennifer Makris - Oklahoma - Trisha Stillwell |

- ∞ Reemplaza a Brook Lee como Miss USA, pues esta ganó el título de Miss Universo 1997.

### Premios especiales
| Premio                 | Candidata                           |
| ---------------------- | ----------------------------------- |
| Miss Simpatía          | Napiera Groves Distrito de Columbia |
| Miss Simpatía          | Audra Wilks Virginia                |
| Mejor en Traje de Baño | Angelia Savage Florida              |

## Scores

### Competencias preliminares
La siguiente tabla es la puntuación de las delegadas durante las preliminares.
| \| Estado \| Entrevista \| Traje de Baño \| Traje de Noche \| Promedio \| \| -------------------- \| ---------- \| ------------- \| -------------- \| -------- \| \| Alabama \| 9.02 \| 8.77 \| 8.78 \| 8.85 \| \| Alaska \| 8.18 \| 7.45 \| 7.72 \| 7.78 \| \| Arizona \| 8.33 \| 8.12 \| 8.64 \| 8.36 \| \| Arkansas \| 8.51 \| 8.89 \| 8.74 \| 8.71 \| \| California \| 8.86 \| 8.26 \| 8.32 \| 8.48 \| \| Colorado \| 8.27 \| 7.94 \| 8.48 \| 8.23 \| \| Connecticut \| 8.34 \| 8.81 \| 8.81 \| 8.65 \| \| Delaware \| 8.49 \| 8.40 \| 8.64 \| 8.51 \| \| Distrito de Columbia \| 8.64 \| 8.50 \| 8.65 \| 8.60 \| \| Florida \| 9.44 \| 8.95 \| 9.13 \| 9.17 \| \| Georgia \| 8.18 \| 8.35 \| 8.50 \| 8.34 \| \| Hawái \| 9.15 \| 8.87 \| 9.09 \| 9.03 \| \| Idaho \| 8.63 \| 8.83 \| 9.19 \| 8.88 \| \| Illinois \| 8.26 \| 8.26 \| 8.54 \| 8.35 \| \| Indiana \| 8.51 \| 8.66 \| 8.71 \| 8.63 \| \| Iowa \| 8.38 \| 7.96 \| 8.14 \| 8.16 \| \| Kansas \| 8.96 \| 8.49 \| 8.34 \| 8.60 \| \| Kentucky \| 8.51 \| 8.45 \| 8.89 \| 8.62 \| \| Luisiana \| 8.77 \| 8.41 \| 8.60 \| 8.59 \| \| Maine \| 8.30 \| 8.37 \| 8.30 \| 8.32 \| \| Maryland \| 8.71 \| 8.75 \| 8.68 \| 8.70 \| \| Massachusetts \| 8.55 \| 8.31 \| 8.37 \| 8.41 \| \| Míchigan \| 8.94 \| 7.85 \| 7.88 \| 8.22 \| \| Minnesota \| 8.74 \| 8.22 \| 8.65 \| 8.54 \| \| Misisipi \| 8.31 \| 8.14 \| 8.05 \| 8.17 \| \| Misuri \| 8.69 \| 8.75 \| 8.77 \| 8.74 \| \| Montana \| 8.70 \| 8.64 \| 8.66 \| 8.67 \| \| Nebraska \| 8.80 \| 7.67 \| 7.76 \| 8.08 \| \| Nevada \| 8.76 \| 8.67 \| 8.72 \| 8.72 \| \| Nueva Hampshire \| 8.67 \| 7.91 \| 7.30 \| 7.96 \| \| Nueva Jersey \| 9.02 \| 8.47 \| 8.81 \| 8.76 \| \| Nuevo México \| 8.18 \| 8.46 \| 8.37 \| 8.34 \| \| Nueva York \| 8.69 \| 8.41 \| 8.49 \| 8.53 \| \| Carolina del Norte \| 8.65 \| 8.07 \| 8.10 \| 8.27 \| \| Dakota del Norte \| 8.67 \| 8.23 \| 8.23 \| 8.38 \| \| Ohio \| 8.98 \| 8.07 \| 8.29 \| 8.45 \| \| Oklahoma \| 9.17 \| 9.13 \| 9.23 \| 9.17 \| \| Oregón \| 8.99 \| 7.63 \| 7.61 \| 8.08 \| \| Pensilvania \| 8.66 \| 8.36 \| 8.24 \| 8.42 \| \| Rhode Island \| 9.35 \| 9.06 \| 9.15 \| 9.18 \| \| Carolina del Sur \| 8.54 \| 8.06 \| 8.40 \| 8.33 \| \| Dakota del Sur \| 8.28 \| 8.13 \| 8.43 \| 8.28 \| \| Tennessee \| 9.28 \| 9.08 \| 8.96 \| 9.11 \| \| Texas \| 8.87 \| 8.79 \| 9.04 \| 8.89 \| \| Utah \| 9.19 \| 8.94 \| 8.86 \| 8.99 \| \| Vermont \| 8.54 \| 7.97 \| 7.89 \| 8.13 \| \| Virginia \| 9.05 \| 8.28 \| 8.59 \| 8.64 \| \| Washington \| 8.32 \| 8.67 \| 8.83 \| 8.61 \| \| Virginia Occidental \| 8.04 \| 8.69 \| 8.66 \| 8.46 \| \| Wisconsin \| 8.56 \| 7.89 \| 7.45 \| 7.97 \| \| Wyoming \| 8.14 \| 7.60 \| 7.87 \| 7.87 \| | Ganadora Primera finalista Segunda finalista Finalistas del top 6 Finalistas del top 10 |               |                |          |
| Estado | Entrevista                                                                              | Traje de Baño | Traje de Noche | Promedio |
| Alabama | 9.02                                                                                    | 8.77          | 8.78           | 8.85     |
| Alaska | 8.18                                                                                    | 7.45          | 7.72           | 7.78     |
| Arizona | 8.33                                                                                    | 8.12          | 8.64           | 8.36     |
| Arkansas | 8.51                                                                                    | 8.89          | 8.74           | 8.71     |
| California | 8.86                                                                                    | 8.26          | 8.32           | 8.48     |
| Colorado | 8.27                                                                                    | 7.94          | 8.48           | 8.23     |
| Connecticut | 8.34                                                                                    | 8.81          | 8.81           | 8.65     |
| Delaware | 8.49                                                                                    | 8.40          | 8.64           | 8.51     |
| Distrito de Columbia | 8.64                                                                                    | 8.50          | 8.65           | 8.60     |
| Florida | 9.44                                                                                    | 8.95          | 9.13           | 9.17     |
| Georgia | 8.18                                                                                    | 8.35          | 8.50           | 8.34     |
| Hawái | 9.15                                                                                    | 8.87          | 9.09           | 9.03     |
| Idaho | 8.63                                                                                    | 8.83          | 9.19           | 8.88     |
| Illinois | 8.26                                                                                    | 8.26          | 8.54           | 8.35     |
| Indiana | 8.51                                                                                    | 8.66          | 8.71           | 8.63     |
| Iowa | 8.38                                                                                    | 7.96          | 8.14           | 8.16     |
| Kansas | 8.96                                                                                    | 8.49          | 8.34           | 8.60     |
| Kentucky | 8.51                                                                                    | 8.45          | 8.89           | 8.62     |
| Luisiana | 8.77                                                                                    | 8.41          | 8.60           | 8.59     |
| Maine | 8.30                                                                                    | 8.37          | 8.30           | 8.32     |
| Maryland | 8.71                                                                                    | 8.75          | 8.68           | 8.70     |
| Massachusetts | 8.55                                                                                    | 8.31          | 8.37           | 8.41     |
| Míchigan | 8.94                                                                                    | 7.85          | 7.88           | 8.22     |
| Minnesota | 8.74                                                                                    | 8.22          | 8.65           | 8.54     |
| Misisipi | 8.31                                                                                    | 8.14          | 8.05           | 8.17     |
| Misuri | 8.69                                                                                    | 8.75          | 8.77           | 8.74     |
| Montana | 8.70                                                                                    | 8.64          | 8.66           | 8.67     |
| Nebraska | 8.80                                                                                    | 7.67          | 7.76           | 8.08     |
| Nevada | 8.76                                                                                    | 8.67          | 8.72           | 8.72     |
| Nueva Hampshire | 8.67                                                                                    | 7.91          | 7.30           | 7.96     |
| Nueva Jersey | 9.02                                                                                    | 8.47          | 8.81           | 8.76     |
| Nuevo México | 8.18                                                                                    | 8.46          | 8.37           | 8.34     |
| Nueva York | 8.69                                                                                    | 8.41          | 8.49           | 8.53     |
| Carolina del Norte | 8.65                                                                                    | 8.07          | 8.10           | 8.27     |
| Dakota del Norte | 8.67                                                                                    | 8.23          | 8.23           | 8.38     |
| Ohio | 8.98                                                                                    | 8.07          | 8.29           | 8.45     |
| Oklahoma | 9.17                                                                                    | 9.13          | 9.23           | 9.17     |
| Oregón | 8.99                                                                                    | 7.63          | 7.61           | 8.08     |
| Pensilvania | 8.66                                                                                    | 8.36          | 8.24           | 8.42     |
| Rhode Island | 9.35                                                                                    | 9.06          | 9.15           | 9.18     |
| Carolina del Sur | 8.54                                                                                    | 8.06          | 8.40           | 8.33     |
| Dakota del Sur | 8.28                                                                                    | 8.13          | 8.43           | 8.28     |
| Tennessee | 9.28                                                                                    | 9.08          | 8.96           | 9.11     |
| Texas | 8.87                                                                                    | 8.79          | 9.04           | 8.89     |
| Utah | 9.19                                                                                    | 8.94          | 8.86           | 8.99     |
| Vermont | 8.54                                                                                    | 7.97          | 7.89           | 8.13     |
| Virginia | 9.05                                                                                    | 8.28          | 8.59           | 8.64     |
| Washington | 8.32                                                                                    | 8.67          | 8.83           | 8.61     |
| Virginia Occidental | 8.04                                                                                    | 8.69          | 8.66           | 8.46     |
| Wisconsin | 8.56                                                                                    | 7.89          | 7.45           | 7.97     |
| Wyoming | 8.14                                                                                    | 7.60          | 7.87           | 7.87     |

### Competencia final
| \| Estado \| Entrevista \| Traje de baño \| Traje de Gala \| Promedio \| Finalistas \| \| ------------ \| ---------- \| ------------- \| ------------- \| -------- \| ---------- \| \| Idaho \| 9.300 \| 9.511 \| 9.303 \| 9.371 \| 9.624 \| \| Tennessee \| 9.473 \| 9.589 \| 9.474 \| 9.512 \| 9.553 \| \| Hawái \| 9.514 \| 9.330 \| 9.473 \| 9.439 \| 9.450 \| \| Florida \| 9.308 \| 9.724 \| 9.737 \| 9.590 \| 9.443 \| \| Texas \| 9.314 \| 9.383 \| 9.531 \| 9.409 \| 9.353 \| \| Utah \| 9.207 \| 9.657 \| 9.397 \| 9.420 \| 9.279 \| \| Rhode Island \| 9.336 \| 9.327 \| 9.419 \| 9.360 \| \| \| Alabama \| 9.193 \| 9.556 \| 9.293 \| 9.347 \| \| \| Nueva Jersey \| 9.314 \| 9.231 \| 9.424 \| 9.323 \| \| \| Oklahoma \| 9.054 \| 9.284 \| 9.149 \| 9.162 \| \| | Ganadora Primera finalista Segunda finalista Finalistas del top 6 |               |               |          |            |
| Estado | Entrevista                                                        | Traje de baño | Traje de Gala | Promedio | Finalistas |
| Idaho | 9.300                                                             | 9.511         | 9.303         | 9.371    | 9.624      |
| Tennessee | 9.473                                                             | 9.589         | 9.474         | 9.512    | 9.553      |
| Hawái | 9.514                                                             | 9.330         | 9.473         | 9.439    | 9.450      |
| Florida | 9.308                                                             | 9.724         | 9.737         | 9.590    | 9.443      |
| Texas | 9.314                                                             | 9.383         | 9.531         | 9.409    | 9.353      |
| Utah | 9.207                                                             | 9.657         | 9.397         | 9.420    | 9.279      |
| Rhode Island | 9.336                                                             | 9.327         | 9.419         | 9.360    |            |
| Alabama | 9.193                                                             | 9.556         | 9.293         | 9.347    |            |
| Nueva Jersey | 9.314                                                             | 9.231         | 9.424         | 9.323    |            |
| Oklahoma | 9.054                                                             | 9.284         | 9.149         | 9.162    |            |

## Delegadas
Las delegadas de Miss USA 1997 fueron:
| - Alabama - Autumn Smith - Alaska - Rea Bavilla - Arizona - Jessica Shahriari - Arkansas - Tamara Henry - California - Alisa Kimble - Carolina del Norte - Crystal McLaurin-Coney - Carolina del Sur - Casey Mizell - Colorado - Damien Muñoz - Connecticut - Christine Pavone - Dakota del Norte - Lauri Marie Gapp - Dakota del Sur - Jamie Swenson - Delaware - Patricia Gauant - Distrito de Columbia - Napiera Groves - Florida - Angelia Savage - Georgia - Denesha Reid - Hawái - Brook Mahealani Lee - Idaho - Brandi Sherwood - Illinois - Jennifer Celenas - Indiana - Tricia Nosko - Iowa - Shawn Marie Brogan - Kansas - Kathryn Taylor - Kentucky - Rachyl Hoskins - Luisiana - Nikole Viola - Maine - Stephanie Worcester - Maryland - Ann Coale - Massachusetts - Jennifer Chapman - Míchigan - Jennifer Reed - Minesota - Melissa Hall - Misisipi - Arleen McDonald - Misuri - Amanda Jahn | - Montana - Christin Didier - Nebraska - Kim Weir - Nevada - Ninya Perna - Nueva Hampshire - Gretchen Durgin - Nueva Jersey - Jennifer Makris - Nuevo México - Tanya Harris - Nueva York - Ramona Reuter - Ohio - Michelle Mouser - Oklahoma - Trisha Stillwell - Oregon - Heather Williams - Pensilvania - Kara Bernosky - Rhode Island - Claudia Jordan - Tennessee - Towanna Stone - Texas - Amanda Little - Utah - Temple Taggart - Vermont - Lisa Constantino - Virginia - Audra Wilks - Virginia Occidental - Natalie Bevins - Washington - Sara Nicole Williams - Wisconsin - Tara Johnson - Wyoming - Stacy Dawn Cenedese |

## Curiosidades
Diez delegadas que compitieron en los certámenes de Miss Teen USA o Miss America.  
Las delegadas que tuvieron los títulos estatales de Miss Teen:
- Brandi Sherwood (Idaho) - Miss Idaho Teen USA 1989 y Miss Teen USA 1989
- Claudia Jordan (Rhode Island) - Miss Rhode Island Teen USA 1990
- Autumn Smith (Alabama) - Miss Alabama Teen USA 1993
- Audra Wilks (Virginia) - Miss Virginia Teen USA 1988
- Michelle Mouser (Ohio) - Miss Ohio Teen USA 1991
- Arlene McDonald (Misisipi) - Miss Mississippi Teen USA 1992
- Danesha Reed (Georgia) - Miss Georgia Teen USA 1993
- Gretchen Jurgin (Nueva Hampshire) - Miss New Hampshire Teen USA 1993

Las delegadas que tuvieron los títulos estatales de Miss America fueron:
- Jennifer Makris (Nueva Jersey) - Miss New Jersey 1994 (Segunda finalista en Miss America 1995)
- Stacy Dawn Cenedese (Wyoming) - Miss Wyoming 1992